# 关梦觉

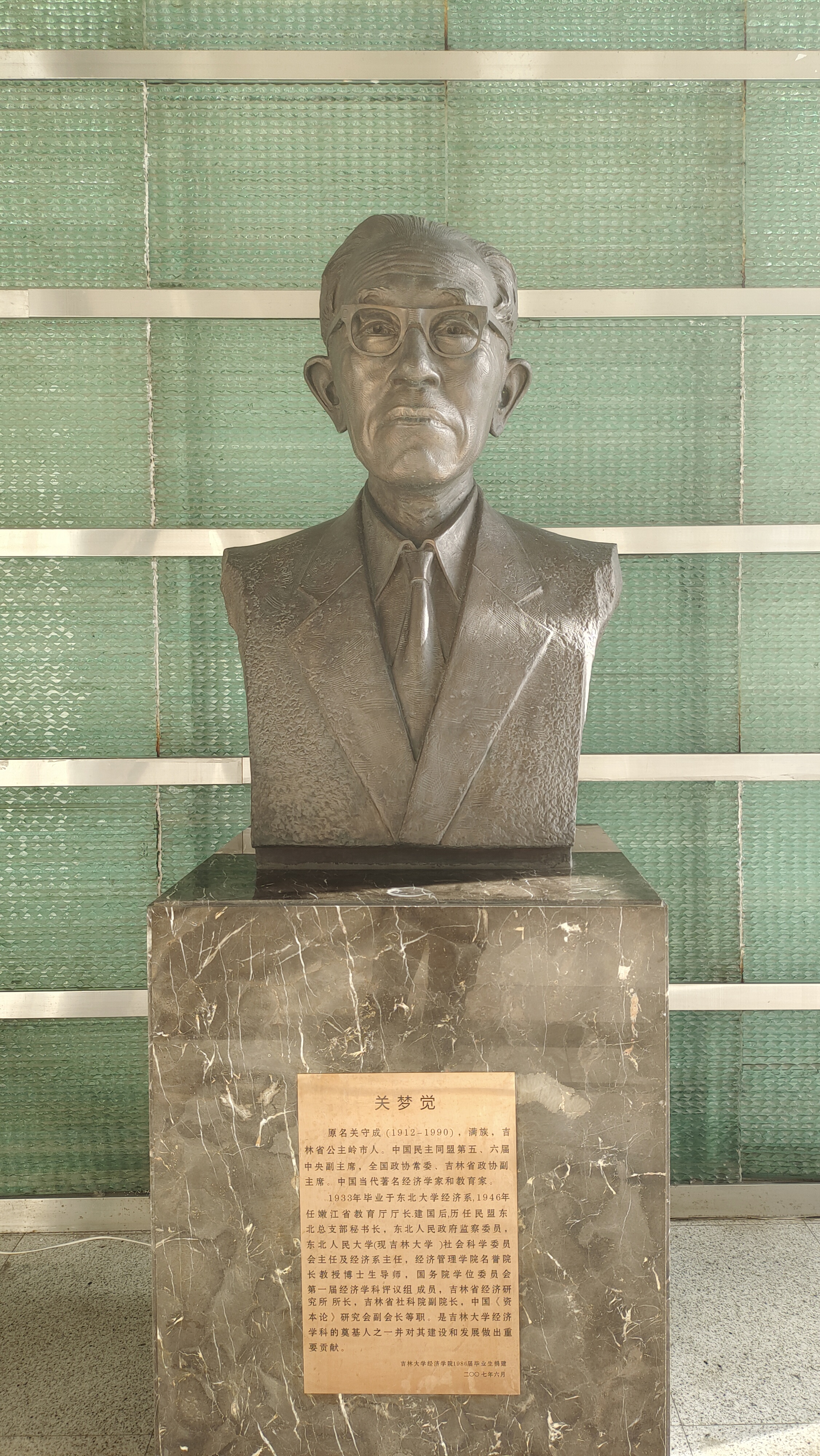
關夢覺塑像，位於吉林大學内

关梦觉（1913年1月18日—1990年1月26日），原名守成，又名士元，男，满族，吉林怀德人，中華人民共和國经济学家。

## 生平
关梦觉出生于吉林怀德（今公主岭），其先祖为满洲正黄旗。他于1929年考入东北大学经济系，1933年毕业。后在北平《外交月报》任编辑。1936年加入东北人民抗日救国联合会。次年在武汉加入东北救亡总会，并任宣传部副部长、《反攻》半月刊主编。1939年赴重庆出任《时与潮》杂志社编辑，皖南事变后被开除。1941年前往洛阳担任中国工业合作协会晋豫区经济研究所所长，并先后任教于河南大学经济系、陕西商业专科学校。1944年，任中国民主同盟西北党支部宣传部副部长。抗日战争结束后，他于1946年赴东北，任东北社会调查所副所长、嫩江省教育厅长。
中华人民共和国成立后，关梦觉出任东北人民政府监察委员、中国民主同盟东北总支部秘书长。1954年起任教于东北人民大学（后改为吉林大学），曾任经济系主任、校社会科学委员会主任，并主编《吉林大学学报》，还担任过吉林省社会科学院副院长，吉林省经济学会理事长、社联副主席，中国世界经济学会副理事长，中国《资本论》研究会副理事长等职。此外，他还曾是民盟中央副主席，民盟吉林省委主任委员，吉林省政协副主席，全国政协常委等。他于1990年1月26日在长春逝世，终年77岁。